# Yūzan Fujita
Yūzan Fujita (jap. 藤田 雄山, Fujita Yūzan; * 19. April 1949 in Minami-ku, Hiroshima; † 18. Dezember 2015 in Hiroshima) war ein japanischer Politiker und von 1993 bis 2009 parteiloser Gouverneur der Präfektur Hiroshima.

## Leben
Yūzan Fujita war der älteste Sohn des ehemaligen Sangiin-Präsidenten und Ministers Fujita Masaaki. Er absolvierte 1972 sein Studium an der Keiō-Universität und arbeitete anschließend für Mitsui Bussan. 1982 wurde er Sekretär seines Vaters. Nach dem Rückzug seines Vaters aus der Politik 1989 wurde er bei der Sangiin-Wahl 1989 für die Präfektur Hiroshima ins Sangiin gewählt. 1993 legte er sein Mandat nieder, um für den Gouverneursposten zu kandidieren. Zum Zeitpunkt seiner Wahl war er landesweit der jüngste Gouverneur. Danach wurde er dreimal wiedergewählt. Im Juni 2009 kündigte er an, bei der Gouverneurswahl am 8. November 2009 nicht für eine fünfte Amtszeit zu kandidieren. Die Wahl gewann Hidehiko Yuzaki.
Yūzan Fujita starb am 18. Dezember 2015 im Alter von 66 Jahren.

## Positionen zur nationalen Politik
2002 begrüßte Fujita die Entscheidung der Zentralregierung unter Jun’ichirō Koizumi, nicht weiter vor Gericht gegen die Verpflichtung zur Auszahlung von medizinischer Hilfe an im Ausland (vor allem in Korea) lebende Hibakusha vorzugehen. Daraufhin wurde zwar 2003 eine Reform der Auszahlungsformalitäten vorgenommen, die Opfer konnten aber weiterhin nur Unterstützung erhalten, wenn sie nach Japan reisten.
2006 stellte sich Fujita gegen die gemeinsamen Pläne der Zentralregierung und des US-Militärs, eine Flugzeugstaffel der U.S. Air Force von Atsugi nach Iwakuni in der benachbarten Präfektur Yamaguchi zu verlegen.